# Federico Guglielmo Kettler
Federico III Guglielmo von Kettler (Mitau, 19 luglio 1692 – Kippinghof, 21 gennaio 1711) fu duca di Curlandia e Semigallia dal 1698 al 1711.

## Biografia

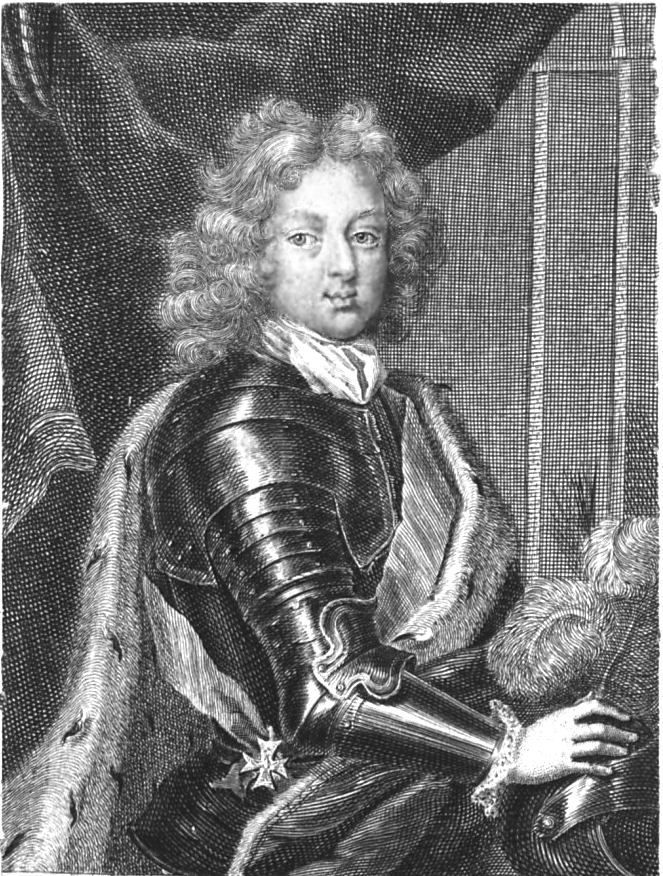
Federico Guglielmo il giorno della sua ascesa al trono nel 1698 a soli 6 anni

Federico Guglielmo Kettler era figlio del duca Federico Casimiro e della sua seconda moglie, Elisabetta Sofia. All'età di sette anni, dopo la morte di suo padre, il 22 gennaio 1698 venne nominato duca di Curlandia e Semigallia, ma sino alla maggiore età lo stato venne governato da sua madre e da suo zio Ferdinando Kettler che risiedeva a Danzica.
Quando nel 1701 la Semigallia venne occupata dagli svedesi, Federico Guglielmo con sua madre si recarono da suo zio Federico di Prussia che poi venne incoronato quale primo re dello stato. Rimase in Prussia sino al 1709 quando, dopo le vittorie russe, si decise che il diciassettenne Federico Guglielmo avrebbe sposato la principessa Anna, figlia dello Zar Ivan V, fratellastro di Pietro il Grande. Il consiglio del ducato nel 1709 riconobbe inoltre la maggiore età a Federico Guglielmo ed egli tornò in patria, a Liepāja, nel 1710.
Durante il suo periodo di regno applicò una politica filo-russa come i suoi predecessori, ora però dettata dall'influenza della moglie, figlia dello zar di Russia e futura zarina di Russia ella stessa.
L'11 novembre 1710 si tenne una grandiosa cerimonia a San Pietroburgo per celebrare il suo matrimonio con la figlia dello zar, ma sulla via del ritorno Federico Guglielmo morì, il 21 gennaio 1711, in una stazione di posta per cavalli, e la giovane vedova accompagnò il corpo del marito giungendo a Jelgava solo il 4 marzo successivo.
Alla sua morte, il ducato di Curlandia passò nelle mani della Russia come possedimento dell'Impero. Venne ripristinato come indipendente nel 1730 per Ferdinando Kettler, per poi tornare nuovamente alla Russia che l'affidò all'amante della zarina Anna, Ernesto Giovanni Biron.

## Ascendenza
|                                                              |                                             |                                                         | Genitori                                      |  |  | Nonni |  |  | Bisnonni             |  |  | Trisnonni            |  |
|                                                              |                                             |                                                         |                                               |  |  |       |  |  | 8. Guglielmo Kettler |  |  | 16. Gottardo Kettler |  |
|                                                              |                                             |                                                         |                                               |  |  |       |  |  | 8. Guglielmo Kettler |  |  | 16. Gottardo Kettler |  |
|                                                              |                                             | 17. Anna di Meclemburgo                                 |                                               |  |  |       |  |  | 8. Guglielmo Kettler |  |  |                      |  |
| 4. Giacomo Kettler                                           |                                             |                                                         |                                               |  |  |       |  |  | 8. Guglielmo Kettler |  |  |                      |  |
|                                                              |                                             | 9. Sofia di Prussia                                     | 18. Alberto Federico di Prussia               |  |  |       |  |  |                      |  |  |                      |  |
|                                                              |                                             | 9. Sofia di Prussia                                     | 18. Alberto Federico di Prussia               |  |  |       |  |  |                      |  |  |                      |  |
|                                                              |                                             | 9. Sofia di Prussia                                     | 19. Maria Eleonora di Jülich-Kleve-Berg       |  |  |       |  |  |                      |  |  |                      |  |
| 2. Federico Casimiro Kettler                                 |                                             | 9. Sofia di Prussia                                     |                                               |  |  |       |  |  |                      |  |  |                      |  |
|                                                              |                                             | 10. Giorgio Guglielmo di Brandeburgo                    | 20. Giovanni Sigismondo di Brandeburgo        |  |  |       |  |  |                      |  |  |                      |  |
|                                                              |                                             | 10. Giorgio Guglielmo di Brandeburgo                    | 20. Giovanni Sigismondo di Brandeburgo        |  |  |       |  |  |                      |  |  |                      |  |
|                                                              |                                             | 10. Giorgio Guglielmo di Brandeburgo                    | 21. Anna di Prussia                           |  |  |       |  |  |                      |  |  |                      |  |
| 5. Luisa Carlotta di Brandeburgo                             |                                             | 10. Giorgio Guglielmo di Brandeburgo                    |                                               |  |  |       |  |  |                      |  |  |                      |  |
|                                                              |                                             | 11. Elisabetta Carlotta del Palatinato-Simmern          | 22. Federico IV del Palatinato                |  |  |       |  |  |                      |  |  |                      |  |
|                                                              |                                             | 11. Elisabetta Carlotta del Palatinato-Simmern          | 22. Federico IV del Palatinato                |  |  |       |  |  |                      |  |  |                      |  |
|                                                              |                                             | 11. Elisabetta Carlotta del Palatinato-Simmern          | 23. Luisa Giuliana di Nassau                  |  |  |       |  |  |                      |  |  |                      |  |
| 1. Federico Guglielmo Kettler                                |                                             | 11. Elisabetta Carlotta del Palatinato-Simmern          |                                               |  |  |       |  |  |                      |  |  |                      |  |
|                                                              | 12. Giorgio Guglielmo di Brandeburgo (= 10) | 24. Giovanni Sigismondo di Brandeburgo (= 20)           |                                               |  |  |       |  |  |                      |  |  |                      |  |
|                                                              | 12. Giorgio Guglielmo di Brandeburgo (= 10) | 24. Giovanni Sigismondo di Brandeburgo (= 20)           |                                               |  |  |       |  |  |                      |  |  |                      |  |
|                                                              | 12. Giorgio Guglielmo di Brandeburgo (= 10) | 25. Anna di Prussia (= 21)                              |                                               |  |  |       |  |  |                      |  |  |                      |  |
| 6. Federico Guglielmo I di Brandeburgo                       | 12. Giorgio Guglielmo di Brandeburgo (= 10) |                                                         |                                               |  |  |       |  |  |                      |  |  |                      |  |
|                                                              |                                             | 13. Elisabetta Carlotta del Palatinato-Simmern (= 11)   | 26. Federico IV del Palatinato (= 22)         |  |  |       |  |  |                      |  |  |                      |  |
|                                                              |                                             | 13. Elisabetta Carlotta del Palatinato-Simmern (= 11)   | 26. Federico IV del Palatinato (= 22)         |  |  |       |  |  |                      |  |  |                      |  |
|                                                              |                                             | 13. Elisabetta Carlotta del Palatinato-Simmern (= 11)   | 27. Luisa Giuliana di Nassau (= 23)           |  |  |       |  |  |                      |  |  |                      |  |
| 3. Elisabetta Sofia di Brandeburgo                           |                                             | 13. Elisabetta Carlotta del Palatinato-Simmern (= 11)   |                                               |  |  |       |  |  |                      |  |  |                      |  |
|                                                              |                                             | 14. Filippo di Schleswig-Holstein-Sonderburg-Glücksburg | 28. Giovanni di Schleswig-Holstein-Sonderburg |  |  |       |  |  |                      |  |  |                      |  |
|                                                              |                                             | 14. Filippo di Schleswig-Holstein-Sonderburg-Glücksburg | 28. Giovanni di Schleswig-Holstein-Sonderburg |  |  |       |  |  |                      |  |  |                      |  |
|                                                              |                                             | 14. Filippo di Schleswig-Holstein-Sonderburg-Glücksburg | 29. Elisabetta di Brunswick-Grubenhagen       |  |  |       |  |  |                      |  |  |                      |  |
| 7. Sofia Dorotea di Schleswig-Holstein-Sonderburg-Glücksburg |                                             | 14. Filippo di Schleswig-Holstein-Sonderburg-Glücksburg |                                               |  |  |       |  |  |                      |  |  |                      |  |
|                                                              |                                             | 15. Sofia Edvige di Sassonia-Lauenburg                  | 30. Francesco II di Sassonia-Lauenburg        |  |  |       |  |  |                      |  |  |                      |  |
|                                                              |                                             | 15. Sofia Edvige di Sassonia-Lauenburg                  | 30. Francesco II di Sassonia-Lauenburg        |  |  |       |  |  |                      |  |  |                      |  |
|                                                              |                                             | 15. Sofia Edvige di Sassonia-Lauenburg                  | 31. Maria di Brunswick-Lüneburg               |  |  |       |  |  |                      |  |  |                      |  |
|                                                              |                                             | 15. Sofia Edvige di Sassonia-Lauenburg                  |                                               |  |  |       |  |  |                      |  |  |                      |  |